# Leers-et-Fosteau
Leers-et-Fosteau [lɛʀefɔsto] (en wallon Lere) est un village du Hainaut (Belgique), à quelques kilomètres au sud de la ville et commune de Thuin à laquelle il est administrativement rattaché. C'était une commune à part entière avant la fusion des communes de 1977. Fosteau est un hameau à l'est du village de Leers, qui s'est développé autour du château.

## Évolution démographique
- Sources : INS, Rem. : 1831 jusqu'en 1970 = recensements, 1976 = nombre d'habitants au 31 décembre.

## Histoire

### Origines
Leers-et-Fosteau faisait partie du domaine de l'abbaye de Lobbes en 868 et 869, l'abbaye d'Aulne posséda une seigneurie jusqu'à la l'abolition par la Révolution française. Leers-et-Fosteau faisait partie de la paroisse de Fontaine-Valmont jusqu'au Concordia.  
Au XIVe siècle, le nom du village est lié à celui de Forestiel, un lieu où se trouve une maison forte. Le territoire relève du châtelain de Thuin, lui-même vassal du Prince-Évêque pour les fonds et les justices, et du baron de Barbençon pour l'avouerie.  

### Protestantisme

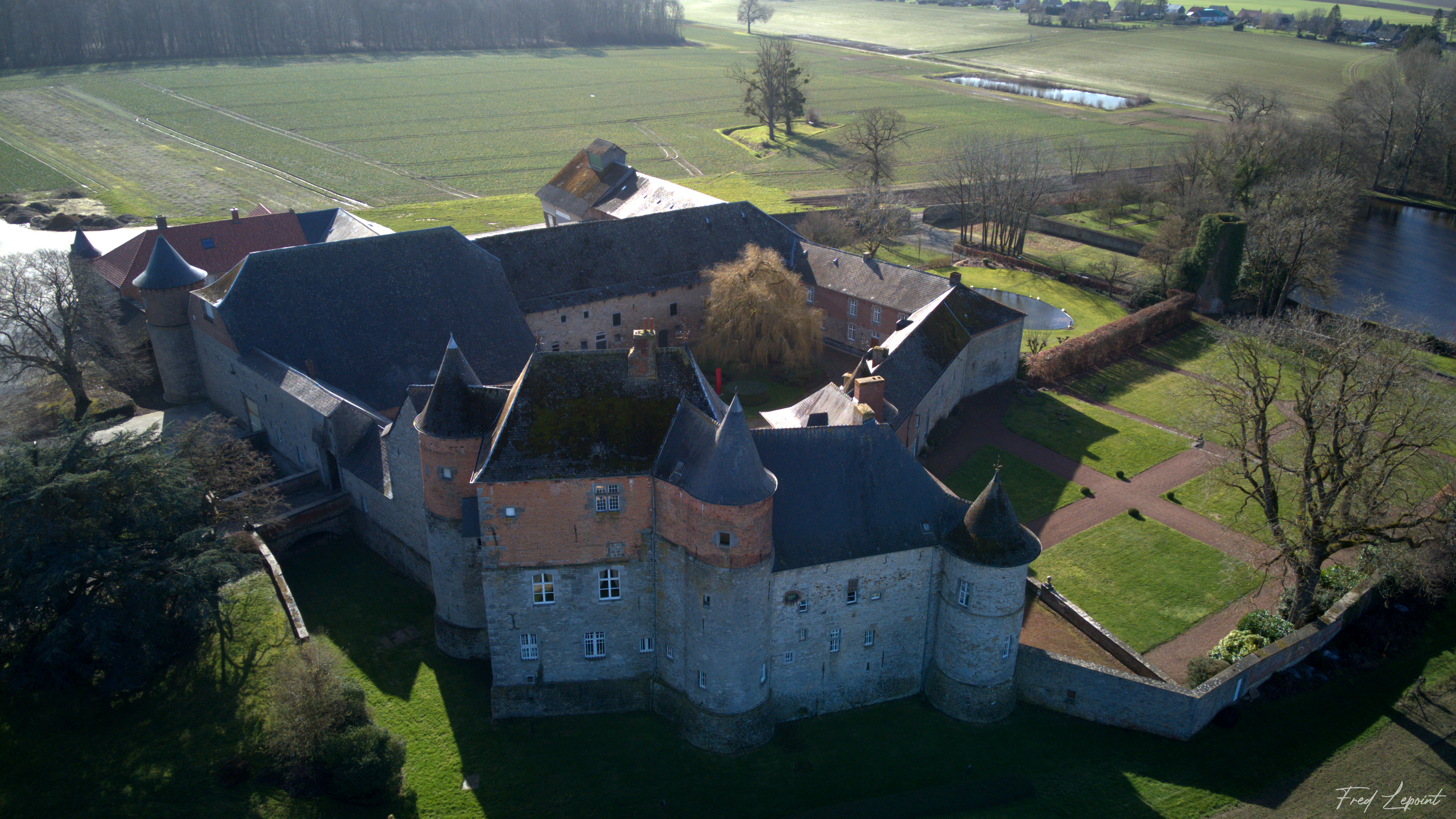
Château de Leers-et-Fosteau.

En 1849, une école et une église protestante y furent érigées par le marquis d'Aoust et une partie de la population passa au protestantisme. Après le décès du marquis, l'édifice fut transformé par son héritier en église catholique. C'est l'actuelle église Saint-Nicolas.

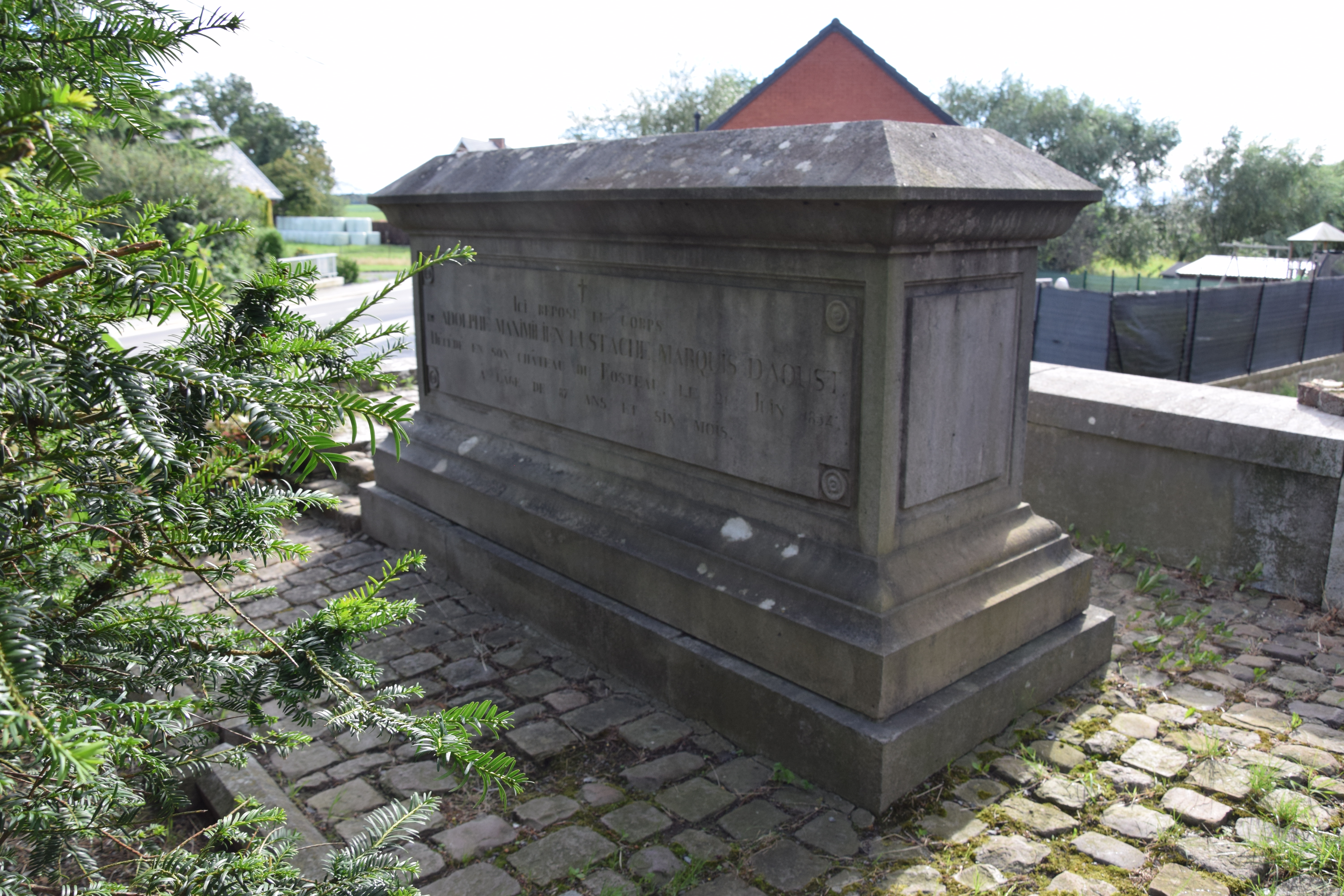
Tombeau du marquis d'Aouste.

### Époque contemporaine
Au XIXe siècle, Victor Hugo y séjourna et dessina le château du Fosteau.
L'annonce de la fusion des communes n'a pas suscité beaucoup d'enthousiasme. L'idée initiale était de former une grande commune rurale regroupant Biercée et Ragnies, pour ensuite se rattacher à Lobbes. Deux arguments jouaient en défaveur de Thuin : le coût élevé de l'entretien des remparts et la crainte d'une tutelle exercée par le bourgmestre de Thuin.

## Liste des bourgmestres de 1830 à 1977
- Robert Duterne, de 1953 à 1963, (PSB)[5].
- Marcel Mairy, de 1964 à 1977, (PSC), déporté pendant la guerre de 1940-1945[6].

## Patrimoine et culture

### Patrimoine architectural
- Le château du Fosteau est un ancien donjon (XIIIe siècle) développé en château fort, se trouvant à deux kilomètres à l'est du village.
- Église Saint-Nicolas. Destinée au culte protestant à fit bâtir à l'origine par le marquis d'Aoust en style néo-gothique[7].

## Personnalité
- Ben Genaux (1911-1996), peintre, dessinateur, graveur et écrivain y habita à la fin de sa vie.